# NGC 1548
NGC 1548 é um aglomerado aberto na direção da constelação de Perseus. O objeto foi descoberto pelo astrônomo John Herschel em 1832, usando um telescópio refletor com abertura de 18,6 polegadas. 